# 黄渠桥镇
黄渠桥镇，是中华人民共和国宁夏回族自治区石嘴山市平罗县下辖的一个乡镇级行政单位。

## 行政区划
黄渠桥镇下辖以下地区：
黄渠桥社区、红光村、黄渠桥村、前光村、侯家梁村、四渠村、万家营村、渠中村、通润村、永丰村、通惠村、惠北村、五星村、西润村和联丰村。